# Lekki (Lagune)
Die Lagune von Lekki liegt im Bundesstaat Lagos von Nigeria am Golf von Guinea und hat eine maximale Länge von 37 km und eine maximale Breite von 23 Kilometer. Sie ist über eine 25 Kilometer lange Lagune („Lagune von Epe“) mit der westlich gelegenen Lagune von Lagos verbunden, die durchschnittlich 3,1 Meter tief ist.
In der Lagune basiert die Aquakultur auf einem Mangroven-Ökosystem, das wie auch anderswo durch die Nipapalme gefährdet wird. Sie ist von Regenwald und Kokospalmen-Hainen umgeben.

## Der Ort
Der Ort Lekki (Ebute Leki) ist bekannt für seinen Strand „Lekki beach“.

## Wirtschaft
Mit dem Flughafen Lagos-Lekki wird derzeit das größte nigerianische Bauprojekt verwirklicht.
Im Jahr 2015 soll der erste Teil des Hafens, der im Endausbau für eine Umschlagkapazität von 6 Mio. TEU vorgesehen ist, eröffnet werden. Bis Ende 2016 sind rund 2,5 Mio. TEU vorgesehen. Die Konzession für die Entwicklung und den Betrieb des Lekki International Container Terminal erhielt für 21 Jahre die philippinische Lekki International Container Terminal Services (LICTS). Die Entwicklung des gesamten Hafen liegt bei der Singapurer Tolaram Group.

## Halbinsel Lekki
Die Halbinsel Lekki wird umrahmt von den Lagunen im Norden, dem Hafen von Lagos und dem Golf von Guinea. Im 1990 errichteten „Lekki Conservation Centre“ (LCC) können Flora und Fauna auf einem 78 Hektar großen Gebiet beobachtet werden.